# Harmonia Mundi

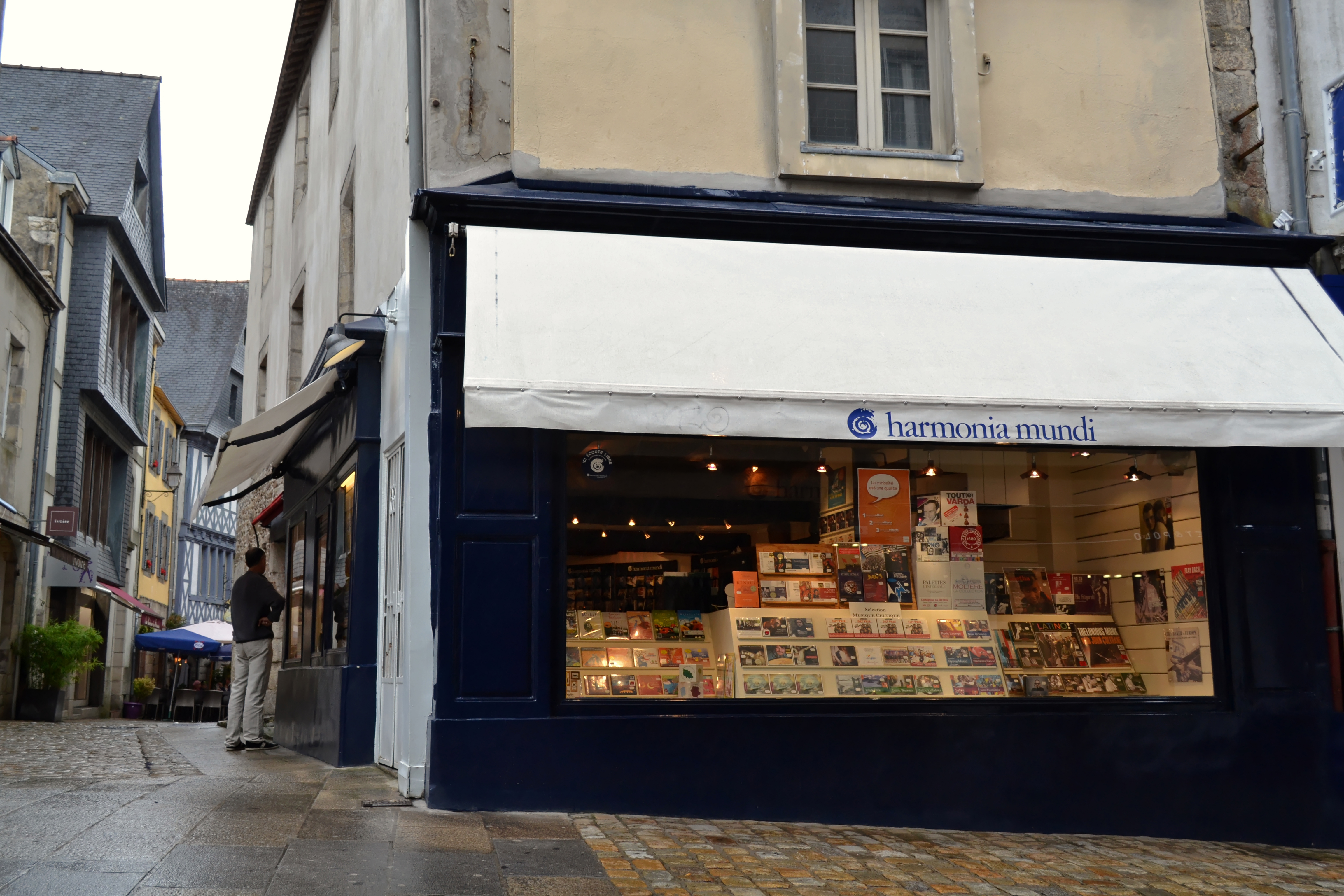
Ein Harmonia Mundi Tonträgerhändler in Quimper, France (2013)

Harmonia Mundi (lateinisch für „Weltharmonie“) ist ein unabhängiges französisches Musiklabel, welches 1958 im südfranzösischen Arles von Bernard Coutaz (1922–2010) gegründet wurde. Das Sortiment beinhaltet überwiegend klassische Musik und durch das Sublabel World Village auch Weltmusik. Zum in Saint-Michel de Provence im Luberon ansässigen Label gehört auch eine amerikanische Sektion. Harmonia Mundi France ist nicht zu verwechseln mit dem im gleichen Jahr in Freiburg im Breisgau von Rudolf Ruby (1927–2014) gegründeten Alte-Musik-Label Deutsche Harmonia Mundi, welches heute Teil von Sony Music Entertainment ist.
Nachfolgerin des am 26. Februar 2010 in Arles verstorbenen Bernard Coutaz war dessen Witwe Eva Coutaz († 2021).
Im Jahr 2015 übernahm PIAS das Label.

## Bekannte Künstler und Ensembles
- Akademie für Alte Musik Berlin
- Alain Planès
- Alfred Deller
- Amira Medunjanin
- Andreas Staier
- Andrew Lawrence-King
- Andrew Manze
- Bejun Mehta
- Bernarda Fink
- Cantus Cölln
- Collegium Vocale Gent
- Concerto Vocale
- Cuarteto Casals
- Daniel Reuss
- Emmanuelle Bertrand
- Ensemble Clément-Janequin
- Ensemble Explorations
- Estonian Philharmonic Chamber Choir
- Fred Pallem
- Frederic Chiu
- Freiburger Barockorchester
- Fretwork
- Huelgas Ensemble
- Isabelle Faust
- Javier Perianes
- Jean-Guihen Queyras
- Jerusalem Quartet
- Jiří Bělohlávek
- Joel Frederiksen
- Jon Nakamatsu
- Josep Pons
- Kristian Bezuidenhout
- Konrad Junghänel
- Les Arts Florissants
- Lindsay Cooper
- María Cristina Kiehr
- Maurice Steger
- Michel Graillier
- Michel Portal
- Orchestre des Champs-Élysées
- Paul Hillier
- Paul Lewis
- Paul O’Dette
- Peter Bruns
- Philippe Herreweghe
- Quatuor Arcanto
- René Jacobs
- Richard Egarr
- Roel Dieltiens
- Samuel Hasselhorn
- The Orlando Consort
- The Prague Philharmonia
- Theatre of Voices
- Toufic Farroukh
- Werner Güra
- William Christie